# (685799) 2009 YR26
(685799) 2009 YR26 est un transneptunien faisant partie des cubewanos, de magnitude absolue 6,0. Son diamètre est estimé à 265 km.